# Sindbad's Storybook Voyage
Sindbad's Storybook Voyage is een dark water ride in het Japanse attractiepark Tokyo DisneySea.
De attractie opende 4 september 2001 in het themagebied Arabian Coast onder de naam Sinbad’s Seven Voyages. Een paar jaar later in 2006 werd de attractie langdurig gesloten voor een renovatie. Er was kritiek op de attractie omdat deze te eng zou zijn voor kinderen. Op 29 maart 2007 opende de darkride onder de huidige naam. Grote veranderingen waren de ritmuziek en aanpassingen in de scènes.
Gedurende de rit leggen bezoekers in boten een parcours af. Langs het parcours bevinden zich zoal animatronics, decoratie etc die het verhaal omtrent Sinbad de zeeman vertellen. De gehele ritbeleving wordt ondersteund met diverse speciale effecten en muziek. Qua opzet lijkt de attractie op de darkride It’s a small world.

## Afbeeldingen

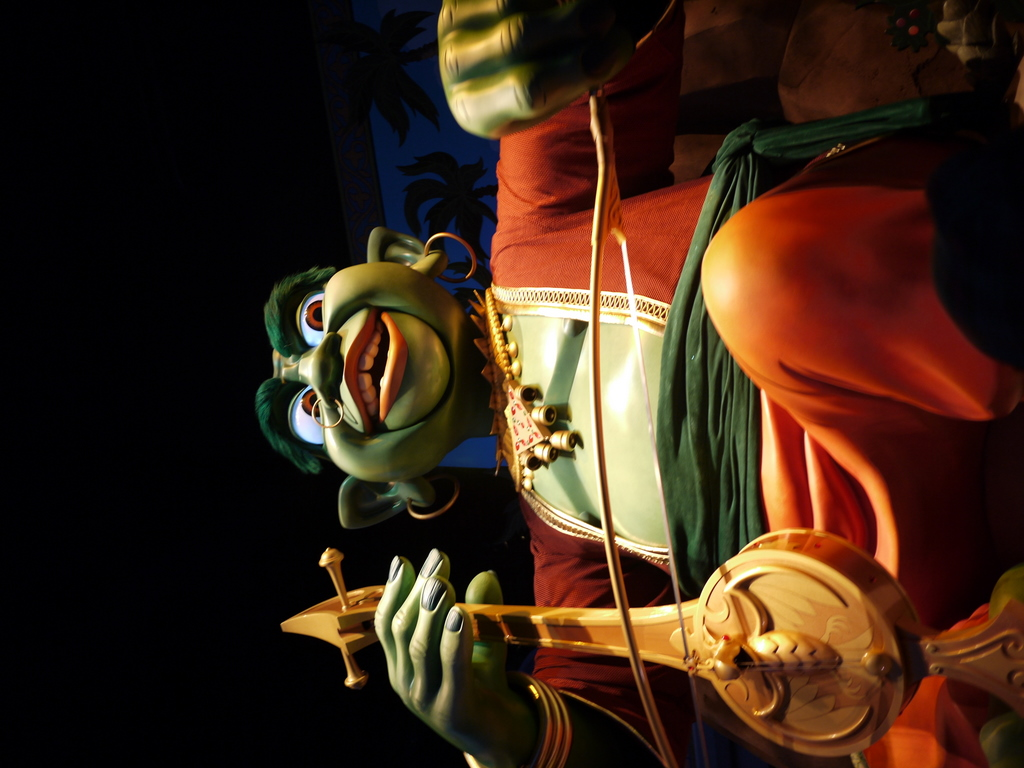
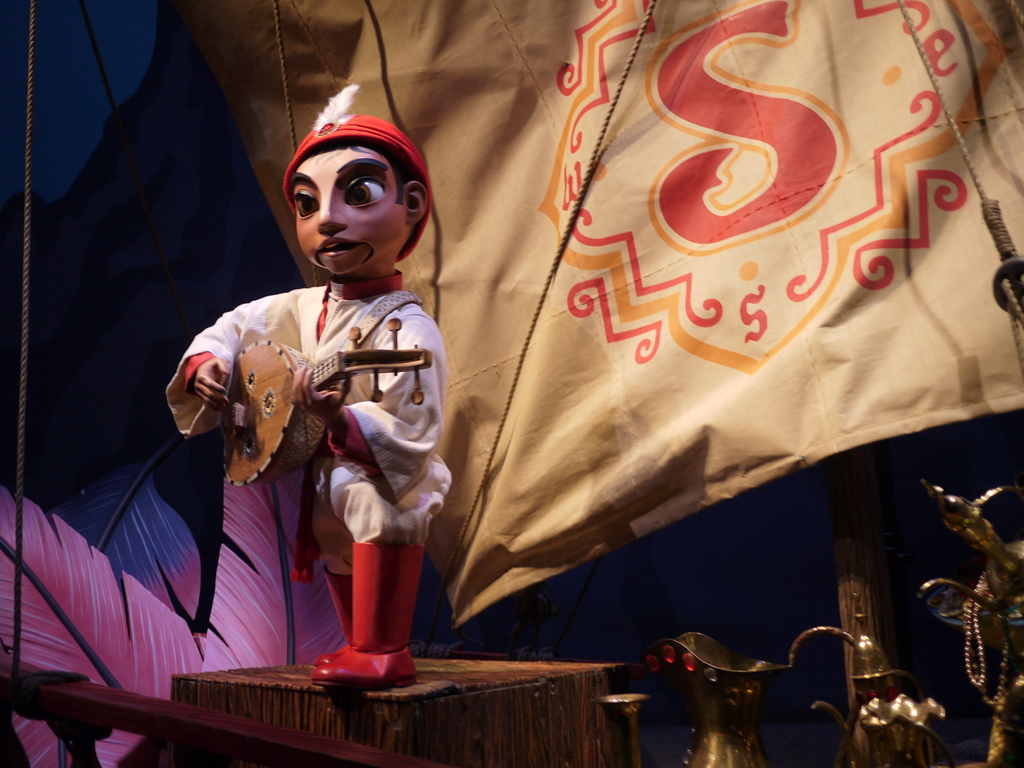
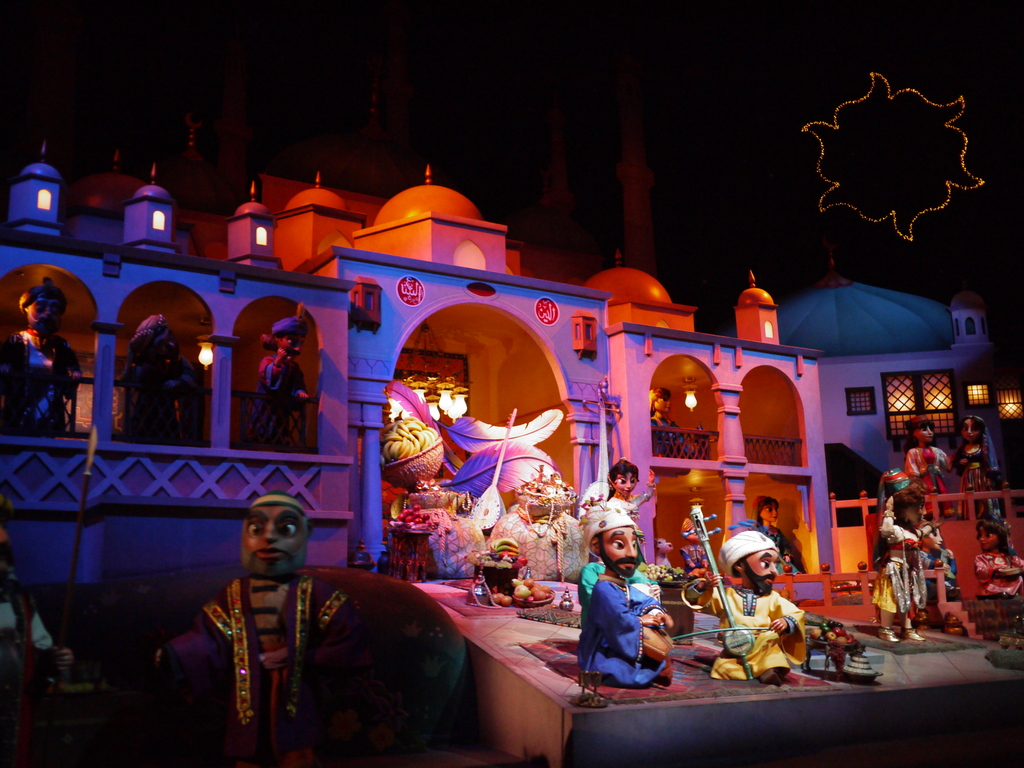

Tokyo Disney Resort · Lijst van attracties in Tokyo DisneySea · afbeeldingen